# جامعة شاه جلال للعلوم والتكنولوجيا
جامعة شاه جلال للعلوم والتكنولوجيا Shahjalal University of Science and Technology هي جامعة تقع في مدينة سيلهيت ، بنغلاديش. وهي أول جامعة تعتمد نظام الائتمان الأمريكي في بنغلاديش. وهي 8 أقدم جامعة في البلاد.
تأسست الجامعة من قبل حكومة بنغلاديش وفقا لقانون الجامعة في عام 1986 لإعطاء أهمية خاصة في مجال العلوم والتكنولوجيا التعليم. تأسست كأول جامعة متخصصة للعلوم والتكنولوجيا في البلاد.

## معرض صور

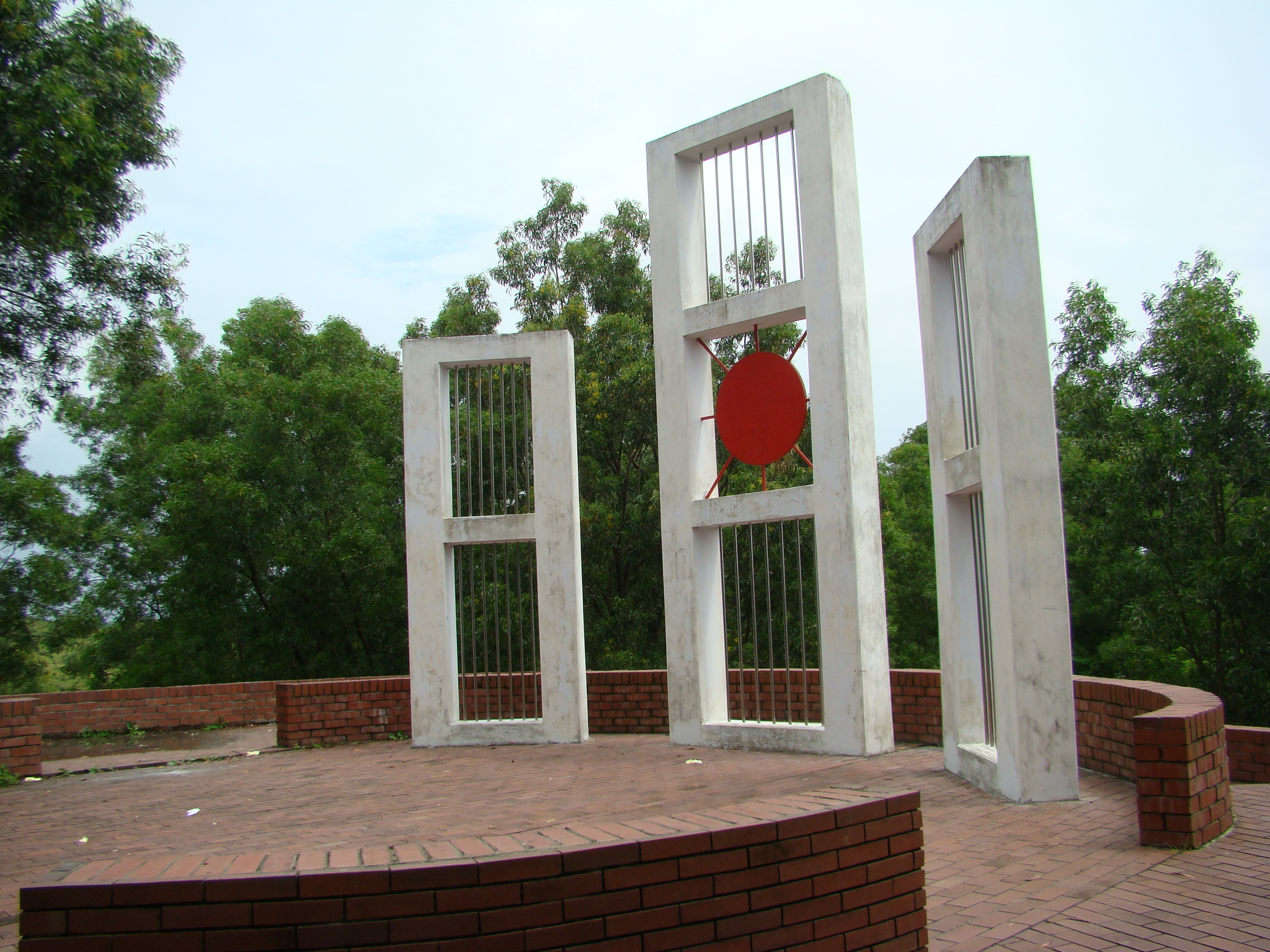
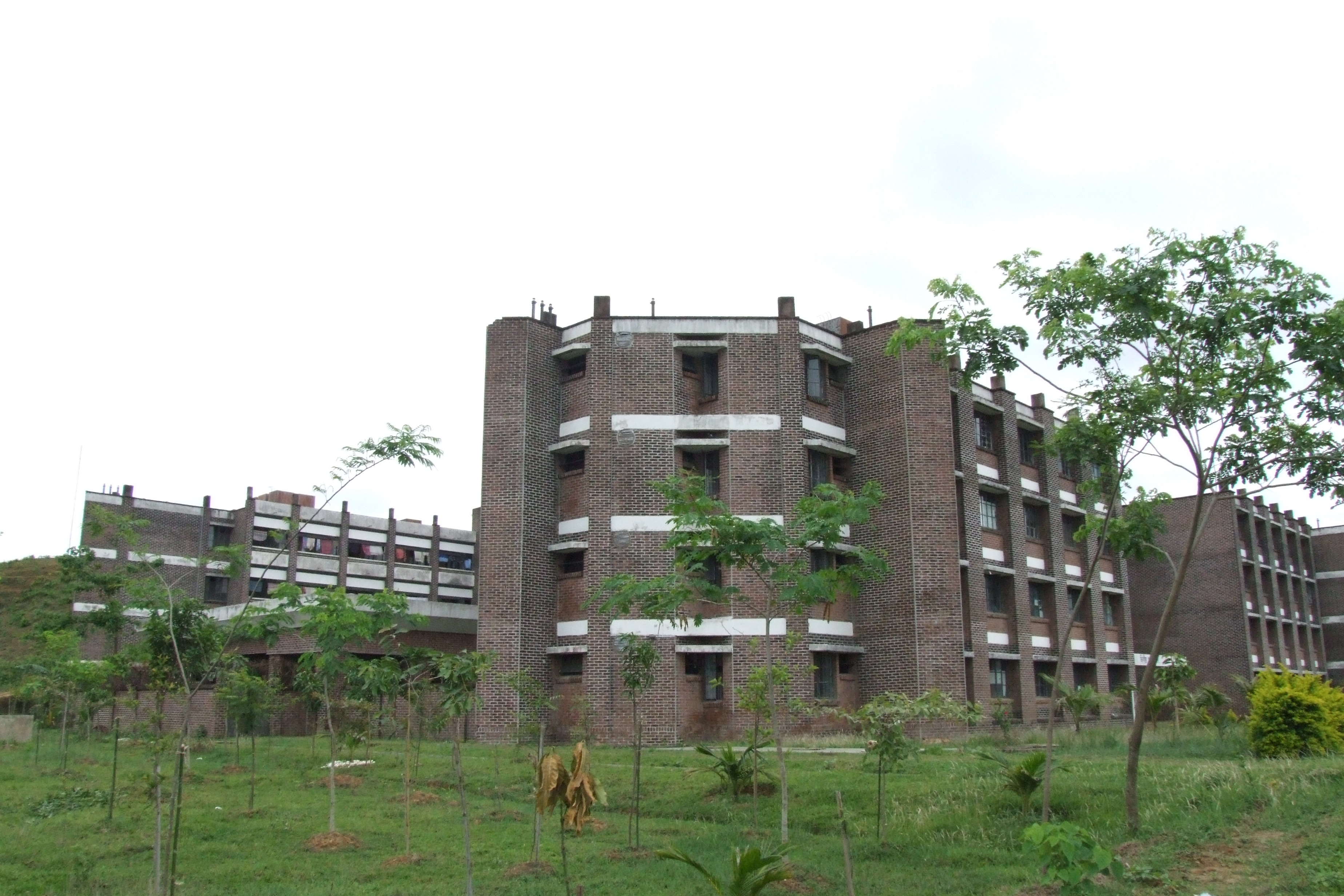
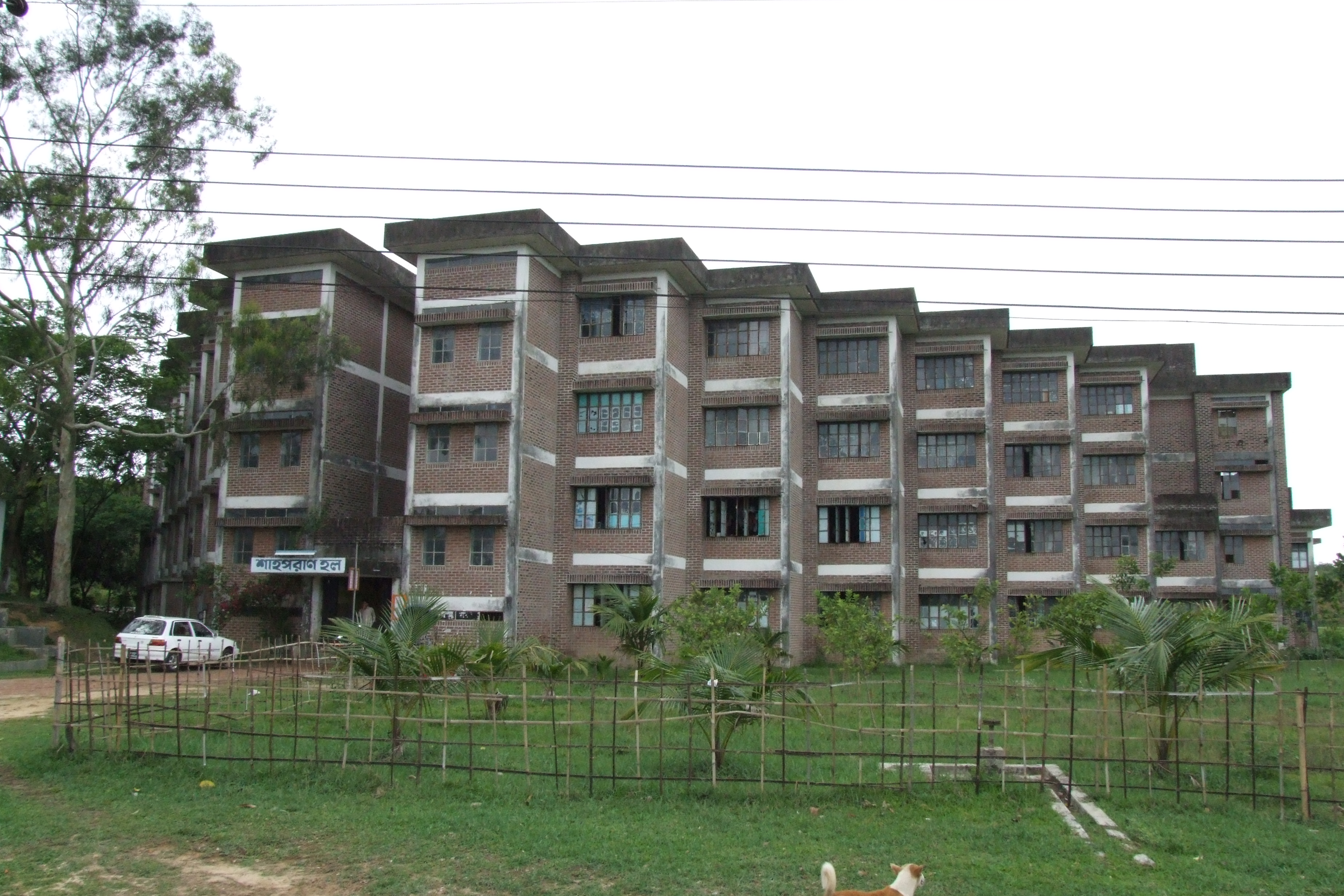